# Tóth Ferenc (történész)
Tóth Ferenc (Szentgotthárd, 1967. március 5. –) a Francia Akadémiai Pálmarend lovagi díjas magyar történész, tudományos tanácsadó, főiskolai tanár, az MTA doktora (2014).

## Életpályája
Az általános iskolát Jákon, a középiskolát Szombathelyen, a Kanizsai Dorottya Gimnáziumban végezte. 1986–1991 között a szegedi József Attila Tudományegyetem Bölcsészettudományi Karán történelem–francia szakos középiskolai tanári diplomát szerzett. Már az egyetemi évei alatt elkezdte a tudományos munkát: az Egy magyar származású francia diplomata a 18. században című dolgozata a kari Tudományos Diákkör 1988. évi őszi felolvasóülésén első helyezést kapott. Ennek köszönhetően elnyerte a francia kormány két hónapos ösztöndíját a lille-i egyetemre. Franciaországi kutatásait felhasználta szakdolgozatában, és annak sikeres megvédése után elnyerte a francia kormány doktori ösztöndíját a párizsi Institut National des Langues et Civilisations Orientales (Élő Keleti Nyelvek és Civilizációk Intézete) és az Université Paris-Sorbonne egyetemekre (1991–92). Posztgraduális tanulmányai négy éve (1992–95) alatt 30 hónapig Franciaországban végezte az előírt stúdiumokat, illetve a tudományos kutatást Nyéki Lajos és Jean Bérenger irányítása alatt. Ezenkívül folytatta a doktori kutatómunkát a szegedi József Attila Tudományegyetemen, Penke Olga és J. Nagy László szakmai irányításával. Doktori kutatásai során elsősorban a 18. századi franciaországi magyar emigrációval foglalkozott. Az e témáról írott doktori disszertációját (PhD) a párizsi Sorbonne egyetemen, egy magyar-francia vegyesbizottság előtt védte meg "très honorable" (igen tiszteletreméltó) minősítéssel, és 1995-ben doktorrá avatták. E munkáját a Nemzetközi Hungarológiai Központ (jogutódja a Balassi Intézet) megjelentette 2000-ben az Officina Hungarica könyvsorozatban. 1997-ben a szegedi József Attila Tudományegyetemen honosította doktori fokozatát.
Posztgraduális stúdiumaival egy időben és azt követően több ösztöndíjat kapott. Így jutott el a budapesti Európa Intézetbe, ahol négy féléven át (1993–1996) végezett kutatói és idegen nyelvű (angol, német, francia) előadói tevékenységet Glatz Ferenc intézetigazgató és Pók Attila szakmai felügyelete alatt. Ebben az időszakban, illetve a későbbiekben több rövidebb kutatói ösztöndíjat is elnyert az Österreichisches Ost- und Südeuropa Institut, a Collegium Hungaricum, az ÖAD, a Nantesi Egyetem és a chicagói Newberry Library intézmények pályázatain. Évek óta rendszeresen kutat a jelentősebb franciaországi és bécsi levéltárakban, ahol a kutatási témája legfontosabb forrásai találhatóak.

## Munkássága
1996 szeptemberétől 2012 augusztusáig a Nyugat-magyarországi Egyetemen (korábban Berzsenyi Dániel Tanárképző Főiskola) dolgozott. 1998 szeptembere óta a Francia Nyelv és Irodalom Tanszék megbízott koordinátora, 1999 szeptemberétől 2006-ig pedig tanszékvezetője volt. Szakterületén aktív főállású oktatói, oktatásszervezői és tudományszervezői tevékenységet folytat a szombathelyi Nyugat-magyarországi Egyetem Savaria Egyetemi Központjában. Főállása mellett mellékállásban hat évig dolgozott oktatóként – ugyanezen a szakterületen – a budapesti Károli Gáspár Református Egyetemen. Továbbá a budapesti Andrássy Egyetem meghívott előadójaként (Gastdozent) tevékenykedott. Részt vesz a Nantes-i Egyetem Történelem Tanszékének oktatómunkájában az Erasmus-program keretén belül. Ezen kívül rendszeres előadói tevékenységet folytat más neves franciaországi egyetemeken is (pl. EHESS, EPHE, Université de Paris-Sorbonne stb.). 2012. szeptember 1-je óta a Bölcsészettudományi Központ Történettudományi Intézetének főállású tudományos tanácsadójaként folytatja szakmai tevékenységét.
A felsőoktatásban és a tudományos kutatásban töltött évei során aktív publikációs tevékenységet folytat. Több mint harminc önálló kötetet jelentetett meg magyar vagy francia nyelven. Az utóbbi kötetei a szakterülete legnevesebb könyvkiadóinak (pl. a párizsi Honoré Champion, Economica) gondozásában jelentek meg. Több mint 150 tanulmánya jelent meg, ezek jelentős része idegen nyelven. Tudományos tevékenysége elismeréséül számos díjat nyert. Tudományos előadásai száma szintén jelentős: több mint 150 konferencia-előadást vagy más tudományos fórumon elhangzott előadást tartottam magyar és idegen nyelven. Mintegy húsz nemzetközi konferenciát szervezett.
Fő kutatási területei: 1: Nemzetközi kapcsolatok története Magyarország, Franciaország és Európa viszonylatában: magyar emigráció Franciaországban a 18. században, magyar diplomaták és ügynökök francia külügyi szolgálatban a 18–19. században. 2. Diplomáciatörténet és hadtörténet: François de Tott diplomáciai és katonai tevékenysége Európában a 18. században, a franciaországi huszárezredek története, a koraújkori magyar katonai gondolkodás európai kapcsolatai és a kisháborús taktika története Európában. 3. A nyugati világ története: európai és amerikai migrációk a koraújkorban, a nemzeti identitás kialakulása a koraújkorban, katonai tervezés és gyarmatosítás az Európán kívüli világban.
Szakmai tevékenysége mellett aktívan részt vállal a civil kulturális életben mint a Nyugat-Magyarországi Francia Kultúráért Alapítvány elnöke és a Szombathelyi Francia Kulturális Egyesület alelnöke, számos francia és frankofón témájú rendezvény szervezésében vett már részt, és Szombathely város kulturális diplomáciájában is jelentős sikereket ért el (pl. a kezdeményezésére és személyes kapcsolatainak köszönhetően született meg a Szombathely és Tours közötti együttműködési szerződés). Főszervezője volt a 2000-ben Szombathelyen megrendezett francia filmfesztiválnak, illetve az ezt követően a franciaországi Chamonix-ban sorra került magyar filmnapoknak. Évek óta rendszeresen szervez nemzetközi tudományos konferenciákat Magyarországon jeles külföldi professzorok, szaktekintélyek részvételével, és gyakran tart előadásokat magyar és külföldi – elsősorban francia – közönség előtt. Kapcsolatban áll franciaországi magyar kulturális egyesületekkel.

## Főbb művei
- Le Département de Vas et la France dans l'histoire - Vasiak és franciák a történelemben, Szombathely, Berzsenyi Dániel Főiskola Francia Tanszék, 2000
- Ascension sociale et identité nationale: Intégration de l'immigration hongroise dans la société française au cours du XVIIIe siècle (1692-1815), Budapest, Nemzetközi Hungarológiai Központ, 2000
- Pour une histoire franco-hongroise…: Synthèse de recherches, Szombathely, Berzsenyi Dániel Főiskola Francia Tanszék, 2005
- Saint-Gotthard 1664: Une bataille européenne, Panazol, Lavauzelle, 2007
- La guerre russo-turque (1768-1774) et la défense des Dardanelles: L’extraordinaire mission du baron de Tott, Paris, Economica, 2008
- Un diplomate militaire français en Europe orientale à la fin de l'ancien régime: La carrière de François baron de Tott (1733-1793), Istanbul, Isis Press, 2011
- La guerre des Russes et des Autrichiens contre l'Empire ottoman: 1736-1739, Paris, Economica, 2011
- Egy magyar származású francia diplomata életpályája: François de Tott báró (1733-1793), Budapest, MTA BTK Történettudományi Intézet, 2015
- Magyar huszárok francia földön: Hussards hongrois en France, Budapest, Hadtörténeti Intézet és Múzeum, 2016
- A bujdosó Rákóczi, Budapest, Kossuth Kiadó, 2016
- Varia Sancti Martini: Saint Martin dans son pays natal, Chouzé-sur-Loire, Les Acteurs du Savoir, 2021
- Diplomatie, guerre et culture en Europe centrale et orientale ottomane à l'époque moderne: Recueil d'études, Istanbul, Isis Press, 2021

### MTMT-publikációk
Magyar Tudományos Művek Tára – Tóth Ferenc adatlapja

## Díjai, kitüntetései
- 2001: MTA Bolyai Ösztöndíj
- 2003: Vasi Szemle Nívódíja
- 2005: MTA VEAB "Év Kutatója"
- 2007: Perjés Géza Díj
- 2012: Berzsenyi-díj (Vas megyei Közgyűlés kitüntetése)
- 2019: Francia Akadémiai Pálmarend lovagi fokozat